# Маркус, Джилл
Маркус Джилл (англ. Gill Marcus; род. 10 августа 1949, Йоханнесбург, Трансвааль) — председатель Южно-Африканского резервного банка с 2009 по 2014 год, первая и единственная женщина, занимавшая эту должность в стране.

## Биография
Джилл Маркус родилась в Йоханнесбурге в семье евреев, эмигрировавших из Литвы. Её родители выступали против политики апартеида и были членами Южно-Африканской коммунистической партии. В 1969 году семья Джилл подверглась депортации вместе с самой Джилл, двумя ее сестрами и братом.
В 1970 вступила в коммунистическую партию и Африканский национальный конгресс.
В 1976 года Маркус получила степень бакалавра в области промышленной психологии в Университете Южной Африки.
В 1994 году Джилл Маркус получила место в парламенте и стала заместителем министра финансов в правительстве национального единства Нельсона Манделы с 1996 по 1999 год. В 1999 году Маркус стала заместителем управляющего Южно-Африканского резервного Банка Тито Мбовени, который позже стал министром финансов в ЮАР. Маркус занимала этот пост в течение пяти лет, однако позже покинула его из-за конфликта с Мбовени.
В июле 2009 года президент ЮАР Джейкоб Зума анонсировал возвращение Маркус в Южно-Африканский резервный банк на позицию председателя. Это назначение поддержали экономисты и представители профсоюзов. В ноябре 2014 года Джилл Маркус ушла в отставку.